# Franz Podezin
Franz Podezin (ur. 1911 w Wiedniu, zm. ok. 1995)) – austriacki urzędnik nazistowski i funkcjonariusz Gestapo, zbrodniarz nazistowski.
W stopniu SS-Sturmscharführer kierował placówką NSDAP i Gestapo w Rechnitz. Wraz z Hansem Joachimem Oldenburgiem i hrabiną Margit von Batthyány odpowiedzialny za masakrę w Rechnitz. Na skutek opieszałości w trakcie ścigania karnego Podezin zdołał uciec przed odpowiedzialnością za swe zbrodnie przez Szwajcarię do RPA. Ostatni raz widziany w Pretorii w listopadzie 1963.
Sprawa ścigania Podezina i jego ucieczki wywołała dyskusję w mediach na temat odpowiedzialności członków rodziny – właścicieli koncernu Thyssen w uczestnictwie w zbrodniach  nazistowskich i ich tuszowaniu po wojnie.

## Źródła
- w języku niemieckim. refugius.at. [zarchiwizowane z tego adresu (2015-04-13)].
- w języku niemieckim
- w języku niemieckim. wienerlloyd.com. [zarchiwizowane z tego adresu (2011-11-14)].